# Межно (Польща)
Межно (пол. Mierzno) — село в Польщі, у гміні Будзішевиці Томашовського повіту Лодзинського воєводства.
Населення — 202 особи (2011).
У 1975-1998 роках село належало до Пйотрковського воєводства.

## Демографія
Демографічна структура станом на 31 березня 2011 року:
|          | Загалом | Допрацездатний вік | Працездатний вік | Постпрацездатний вік |
| -------- | ------- | ------------------ | ---------------- | -------------------- |
| Чоловіки | 99      | 20                 | 69               | 10                   |
| Жінки    | 103     | 24                 | 52               | 27                   |
| Разом    | 202     | 44                 | 121              | 37                   |